# Nele Daenen
Nele Daenen (Sint-Truiden, 12 juli 1975) is een Belgisch politica voor het socialistische Vooruit.

## Biografie
Daenen studeerde in 1999 af als industrieel ingenieur, optie bouwkunde aan de Katholieke Hogeschool Brugge-Oostende (KHBO). Van 1999 tot 2010 werkte ze als projectbegeleider bij de Dienst voor Investeringen van het Katholiek Onderwijs en nadien was ze van 2010 tot 2017 afdelingshoofd van de technische uitvoerende diensten van de stad Tienen. Van 2017 tot 2025 was Daenen coördinator van het Team Kennis Infrastructuur binnen het GO! onderwijs van de Vlaamse Gemeenschap.
In oktober 2018 voerde Daenen als politieke nieuwkomer de sp.a-lijst in Tienen aan. Ze belandde als gemeenteraadslid op de oppositiebanken en werd voorzitter van de sp.a/Vooruit-fractie in de gemeenteraad. In oktober 2024 was zij lijsttrekker van Tienen Anders, een stadslijst bestaande uit Vooruit, dissidente christendemocraten en liberalen en onafhankelijken. Tienen Anders belandde ditmaal wel in het bestuur en sinds december 2024 is Nele Daenen eerste schepen, belast met Openbare Werken, Netheid en Ruimtelijke Ordening.
Bij de federale verkiezingen van juni 2024 stond zij als eerste opvolger op de Vooruit-lijst voor de kieskring Vlaams-Brabant. Sinds februari 2025 zetelt Daenen effectief in de Kamer van volksvertegenwoordigers als opvolgster van federaal minister Frank Vandenbroucke. Daenen werd er lid van de commissie Economie, Consumentenbescherming en Digitale Agenda.